# Echinasteridae
Echinasteridae è una famiglia di echinodermi.

## Generi
- Echinaster Müller & Troschel, 1840
- Henricia Gray, 1840
- Odontohenricia Rowe & Albertson, 1988
- Poraniopsis Perrier, 1891
- Stegnaster Sladen, 1889